# Fratellanza Sportiva Sestrese 1930-1931
Questa pagina raccoglie i dati riguardanti la Fratellanza Sportiva Sestrese nelle competizioni ufficiali della stagione 1930-1931.

## Rosa
| N. |                   | Ruolo | Calciatore       |
| -- | ----------------- | ----- | ---------------- |
|    | Italia (bandiera) | P     | Ugo Amoretti     |
|    | Italia (bandiera) | D     | Berta            |
|    | Italia (bandiera) | C     | Giordano Bonelli |
|    | Italia (bandiera) | D     | Giacomo Canepa   |
|    | Italia (bandiera) | A     | Carrara          |
|    | Italia (bandiera) | D     | Dagnino          |

| N. |                   | Ruolo | Calciatore           |
| -- | ----------------- | ----- | -------------------- |
|    | Italia (bandiera) | D     | Gino Mosca           |
|    | Italia (bandiera) | A     | Angelo Novella       |
|    | Italia (bandiera) | C     | Guglielmo Pedrinetto |
|    | Italia (bandiera) | C     | Gino Sabatini        |
|    | Italia (bandiera) | A     | Luciano Testa        |